# 圣阿夫里克-莱蒙塔涅
圣阿夫里克-莱蒙塔涅（法語：Saint-Affrique-les-Montagnes，法語發音：[sɛ̃.t‿afʁik le mɔ̃taɲ]）是法国奧克西塔尼大區塔恩省的一个市镇，属于卡斯特尔区。该市镇2009年时的人口为729人。

## 人口
圣阿夫里克-莱蒙塔涅人口变化图示
| 数据来源：INSEE |